# Echo Park (Connelly)
Echo Park (englisch: Echo Park) ist der 17. Roman des US-amerikanischen Krimi-Autors Michael Connelly, der 12. Roman der Harry-Bosch-Serie. Er erschien 2006, in deutscher Übersetzung 2008.

## Handlung
1993 haben Harry Bosch und sein Partner Jerry Edgar im Fall von Marie Gesto ermittelt. Marie wurde vermisst. Ihr Auto und ihre Kleidung tauchten in einer Garage bei einem Apartmenthaus in Hollywood auf, aber ihre Leiche wurde nie gefunden. Bosch und Edgar hatten einen wahrscheinlichen Täter ausfindig gemacht – Anthony Garland, Sohn des wohlhabenden und mächtigen Industriellen Thomas Rex „T-Rex“ Garland. Anthony Garland war mit einer Frau liiert gewesen, die Gesto sehr ähnlich sah und die sich wegen seines rüden Verhaltens von ihm getrennt hatte. Sie hatte in der Wohnung gewohnt, bei der Gestos Auto gefunden wurde. Trotz mehrmaliger Befragung von Anthony Garland konnten die beiden Ermittler ihren Verdacht nicht erhärten. Bosch ließ der Fall aber nicht wieder los. In der Folgezeit hat Bosch immer wieder versucht, Garland zu überführen – aber vergeblich.
13 Jahre später. Bosch hatte den Dienst beim LAPD quittiert, kam aber zurück und arbeitet nun bei der renommierten Open-Unsolved Unit im Parker Center in Los Angeles Downtown mit seiner Partnerin Kizmin „Kiz“ Rider. Bei einer zufälligen Verkehrskontrolle im  Echo Park-Viertel wurden Körperteile im Van eines Reynard Waits entdeckt. Detective Freddy Olivas bearbeitet den Fall und Richard O’Shea ist der zuständige Staatsanwalt. Waits möchte der Todesstrafe entgehen, indem er den Behörden weitere Morde gesteht. Darunter den an Marie Gesto. Bosch ist skeptisch, stimmt aber einer Absprache mit Waits zu, weil dieser offenbar Täterwissen im Fall Gesto hat.
Bosch bringt die Akten zum Fall Marie Gesto zu seiner Ex-Freundin Rachel Walling, einer FBI-Agentin und ehemaligen Profilerin. Walling weist darauf hin, dass Raynard Waits möglicherweise nicht seine wahre Identität ist. Reynard ist ein ungewöhnlicher Name, der Walling an das französische Wort für Fuchs, renard, erinnert. Bosch und Walling kommt auch merkwürdig vor, weshalb Waits die Leiche von Gesto im Echo Park verscharrt haben will, wo doch der nahe gelegene Griffith Park besser geeignet gewesen wäre, um menschliche Überreste zu verstecken.
Bei der Vernehmung gesteht Waits zwei Morde, darunter den an Marie Gesto. Waits erklärt sich bereits, die Polizei zu ihrem Leichnam zu bringen. Bosch, O’Shea, Rider, Olivas, ein Videofilmer und ein Team von Forensikern bringen Waits und seinen Anwalt Maury Swann an eine abgelegenen Stelle im Beachwood Canyon, wo er sie zu menschlichen Überresten führt, die in einem flachen Grab begraben sind. Weil der Weg sehr steil und schlüpfrig ist, bjefiehlt O’Shea, Waits’ Handschellen zu entfernen. Waits nutzt diese Gelegenheit, um Olivas’ Waffe zu ergreifen. Er erschießt einen der begleitenden Polizisten, tötet Olivas und verwundet Rider schwer. Bosch gelingt es Sanitäter herbeizurufen und Riders Blutung zu stoppen. Im Krankenhaus stabilisiert sich ihr Zustand. Die Forensiker bestätigen, dass die gefundenen menschlichen Überreste tatsächlich die von Marie Gesto sind.
Bosch entdeckt, dass der Weg zur Leiche von Gesto markiert war. Außerdem fällt ihm auf, dass die Fallakte zu Gesto manipuliert worden war. Er verdächtigt Olivas und O’Shea.
Gemeinsam mit Walling findet er den Aufenthaltsort von Waits heraus. Dieser hat erneut eine Frau gefangen und hält sie in einem Tunnel fest. Bosch kann Waits stellen. Waits gesteht, dass sein Anwalt Maurice Swann das falsche Geständnis eingefädelt hatte. Bosch kann verhindern, dass Waits die Gefangene ermordet, bei dieser Auseinandersetzung erschießt Bosch Waits. Klare Beweise, wer das Komplott initiiert hat, hat Bosch von Waits nicht erhalten.
Bosch konfrontiert O’Shea mit seinem Verdacht, der alles entschieden zurückweist. Jerry Edgar erzählt Bosch, dass er während der Ermittlungen von seinem Vorgesetzten Abel Pratt beschattet wurde.
Bosch überdenkt seine Vermutungen und kommt zu dem Schluss, dass die Akten höchstwahrscheinlich von Pratt verändert wurden und dass Oliva und O’Shea wie er selbst getäuscht wurden. Die Frage ist nur, warum Pratt, kurz vor dem Ruhestand, ein solches Risiko eingehen würde. Bosch beschattet Pratt und stellt fest, dass Pratt seine Frau mit einer viel jüngeren Frau betrügt. Mit Garlands Geld wollte Pratt seinen Ruhestand „versüßen“.
Bosch und Walling nehmen Pratt fest bei Anwalt Swann, mit dem zusammen er die Falschaussage von Waits eingefädelt hatte. Pratt bietet Bosch einen Deal an: Kommt er straffrei davon, wird er alle Beweise liefern, die zeigen, dass die Garlands hinter dem Komplott standen. Bosch stimmt widerstrebend zu, weil er findet, dass es sich lohnt, Pratt freizulassen, um endlich Marie Gestos Mörder zu fassen. Um die Garlands zu überführen, trifft Pratt sie im Echo Park; er verlangt mehr Geld. Ein FBI-Team zeichnet das Gespräch auf. Nun haben sie den Beweis, dass „T-Rex“ Garland 1 Million Dollar an Pratt gezahlt hat, um die Tat seines Sohnes Reynard Waits anzulasten. Anthony Garland folgt Pratt und erschießt ihn. Einen Moment später stellt das FBI Garland und erschießt ihn, als er sich nicht ergibt.
Rachel Walling wirft Bosch vor, dass er es auf dieses Ende geradezu angelegt hatte. Er wusste, dass Garland legal eine Schusswaffe besaß und jähzornig war. Sie war ohnehin bereits entschlossen, Bosch erneut zu verlassen, weil ihr bei dem Einsatz im Tunnel klar geworden war, auf wie riskante Weise Bosch seinen ohnehin gefährlichen Beruf ausübt. Ihren wiederholten Aufforderungen, Verstärkung anzufordern, hatte er sich widersetzt. 
Bosch hatte die wieder aufgelebte Beziehung genossen, unternimmt aber jetzt keinen Versuch, Rachel zu halten.

## Querbezüge
Reynard Waits war ein früherer Klient von Mickey Haller, dem Rechtsanwalt im Roman Der Mandant. In Echo Park erfahren die Leser jedoch noch nicht, dass Mickey Haller der Halbbruder von Harry Bosch ist.

## Hintergrund
Der Roman beginnt damit, dass das Auto der verschwundenen Marie Gesto 1993 in der Garage der High Tower Apartments in Hollywood gefunden wurde. Im Film Der Tod kennt keine Wiederkehr von Robert Altman, nach dem Roman Der lange Abschied von Raymond Chandler, wohnt Philip Marlowe, Chandlers Figur des einsamen Privatdetektivs, in den High Towers Apartments. Und Chandler selbst wohnte auch dort. Michael Connelly lebt mit seiner Familie zum Zeitpunkt des Erscheinens von Echo Park in Florida, er kommt aber immer wieder für mehrere Tage zum Recherchieren für seine Romane nach Los Angeles. Dann wohnt Connelly in Chandlers früherem Apartment, für ihn ein Ort der Inspiration.
Michael Connelly wollte in Echo Park Harry Bosch in einem neuen Licht zeigen: „Harry ist sich seiner selbst und seiner Instinkte oft so sicher, dass er sogar arrogant darüber ist. Etwas, was ich bei ihm noch nicht erkundet hatte, waren Selbstzweifel.“
Michael Connelly hat einen Film produzieren lassen, der die Handlung des ersten Kapitels darstellt und mit dem Satz „Read what happens next in“ gefolgt vom Cover des Buches endet. Der knapp 10 Minuten lange Film wurde am 20. September 2006 auf YouTube publiziert. Er gilt als die erste Ankündigung eines Buchs durch einen Trailer.

## Rezeption
Kirkus Review findet, dass Connelly in Echo Park auf überwältigende Weise demonstriert, dass „ein wahrer Detektiv seine Fälle voll mit dem Herz annimmt, egal was es ihn oder andere kostet“.
Publishers Weekly urteilt, dass der souveräne Stil und die plausible Zeichnung der Figuren, auch der Nebenfiguren, den Roman weit über andere Polizisten- oder Serienmörder-Romane heraushebe.
Die New York Times findet, dass es Connelly gelungen sei, eigentlich gar nicht so sehr überraschende Elemente zu einer überraschend spannungsgeladenen Geschichte verwoben zu haben.
Dick Lochte, selbst Autor von Kriminalromanen, hält den Roman für lesenswert, weil er die Elemente „klare Prosa, eine kluge Mischung aus Charakter und Geschichte, raffinierte Wendungen, helle Spannungsbögen und überraschende Extras“ enthält.
Die Krimicouch findet, dass es Connelly schafft, „der ausgelaugten Figur des Serienkillers neues Leben einzuhauchen“. Der Roman sei temporeich, enthalte intime Kenntnisse polizeilichen Vorgehens und lasse geschickt das Wissen des Autors um die „für Los Angeles spezifischen, von Klüngel und Korruption gezeichneten politischen Verhältnisse“ einfließen.

## Ausgaben
- Michael Connelly: Echo Park. Little, Brown and Company, 2006 ISBN 978-0-316-01773-2.
- Michael Connelly: Echo Park. Aus dem Amerikanischen von Sepp Leeb. Heyne, München, 2008 ISBN 978-3-453-26560-8; dto. als Taschenbuch 2010, ISBN 978-3-453-40602-5.
- Michael Connelly: Echo Park: Der zwölfte Fall für Harry Bosch. Aus dem Amerikanischen von Sepp Leeb.Kampa Verlag, Zürich, 2024 ISBN 978-3-311-15541-6.
- Michael Connelly: Echo Park. Gekürzte Hörbuchfassung. Gelesen von Frank Engelhardt. Aus dem Amerikanischen von Sepp Leeb. Gekürzte Lesefassung: Birgit Pooth. Regie: Volker Gerth und Anke Susanne Hoffmann. Audio Media München 2009, ISBN 978-3-86804-505-5.